# Малкочи (Тулћа)
Малкочи (рум. Malcoci) насеље је у Румунији у округу Тулћа у општини Нуфару. Oпштина се налази на надморској висини од 15 m.

## Становништво
Према подацима из 2002. године у насељу је живело 1014 становника, од којих су сви румунске националности.